# Tapira (Paraná)
Tapira ist ein brasilianisches Munizip im Bundesstaat Paraná. Es hat 5.745 Einwohner (2022), die sich Tapirenser nennen. Seine Fläche beträgt 434 km². Es liegt 402 Meter über dem Meeresspiegel.

## Etymologie
Der Name stammt vom Tapir, der in der Gegend häufig vorkommt. Der Begriff kommt aus dem Tupí: tapi'ira.

## Geschichte

### Neubesiedlung ab Mitte des 20. Jahrhunderts
Das Gebiet von Tapira wurde von der Regierung des Bundesstaates Paraná an die Colonizadora Rio Bom, die der Staatsbank von Rio Grande do Sul (BANRISUL) gehörte, und an die Sociedade Colonizadora Paraná Ltda verkauft, die zum Gerichtsbezirk Foz do Iguaçu gehörte. Die Colonizadora Rio Bom vermaß das Gebiet 1948. Wegen Schwierigkeiten wie sintflutartigen Regenfällen, schwierigem Zugang oder Krankheiten begann die Anwerbung von Siedlern aber erst 1953. 
Schon 1951 kam Elizeu Garcia Barros aus Paraíso do Norte mit dem Boot den Ivaí herunter und ließ sich am linken Ufer nieder. Er begann mit Fischfang, Jagd und Schweinemast. Irgendwann erfuhr er, dass die Ländereien, auf denen er sich niedergelassen hatte, Eigentum der BANRISUL waren. Nach mehreren Verhandlungen erwarb er 50 Alqueires Paulistas (120 ha). Im folgenden Jahr kamen einige Landbesetzerfamilien, die später nach Cidade Gaúcha umgesiedelt wurden. Barros richtete 1961 eine Fähre ein, die Tapira mit Santa Isabel do Ivaí verband. Die erste Straße nach Cidade Gaúcha wurde von Elizeu Garcia Barros noch mit Muskelkraft gebaut. 
Am 27. Mai 1957 wurde mit der Rodung des Urwalds begonnen und 1958 die ersten Häuser und ein Hotel gebaut. Die Mutterkirche wurde im August 1958 mit gespendetem Baumaterial errichtet. Die Pfarrei entstand im Juli 1967.

### Gründung des Munizips
Tapira wurde durch das Staatsgesetz Nr. 5495 vom 2. Februar 1967 in den Rang eines Munizips erhoben und am 15. Dezember 1968 als Munizip installiert.

## Geografie

### Fläche und Lage
Tapira liegt auf dem Terceiro Planalto Paranaense (der Dritten oder Guarapuava-Hochebene von Paraná) auf 23° 19′ 22″ südlicher Breite und 53° 04′ 04″ westlicher Länge. Es hat eine Fläche von 434 km². Es liegt auf einer Höhe von 402 Metern.

### Vegetation
Das Biom von Tapira ist Mata Atlântica.

### Klima
In Tapira herrscht tropisches Klima. Die meiste Zeit im Jahr ist mit erheblichem Niederschlag zu rechnen. Selbst im trockensten Monat fällt eine Menge Regen. Die Klimaklassifikation nach Köppen und Geiger lautet Af. Es herrscht im Jahresdurchschnitt eine Temperatur von 23,1 °C. Innerhalb eines Jahres gibt es 1516 mm Niederschlag.

### Gewässer
Der Ivaí bildet die nördliche Grenze des Munizips. Ihm fließt eine Reihe von Bächen wie der Rio Garoa, der Córrego do Fiscal, der Córrego Mimoso oder auf der Ostgrenze des Munizips der Ribeirão Tapiracuí zu. Die westliche Grenze zu Douradina bilder der Rio das Antas.

### Straßen
Tapira liegt an der PR-482 von Umuarama nach Cidade Gaúcha. Über die PR-576 kommt man im Norden über die Ivaí-Brücke nach Porto Rico am Paraná.

### Nachbarmunizipien
|              | Santa Mônica und Santa Isabel do Ivaí       | Planaltina do Paraná |
| Douradina    | Kompassrose, die auf Nachbargemeinden zeigt | Cidade Gaúcha        |
| Maria Helena |                                             | Nova Olímpia         |

## Stadtverwaltung
Bürgermeister: Cláudio Sidiney de Lima (2021–2024)
Vizebürgermeister: Francis Cardoso Perecin (2021–2024)

## Demografie

### Bevölkerungsentwicklung
| Jahr | Einwohner | Stadt | Land   |
| ---- | --------- | ----- | ------ |
| 1970 | 21.313    | 3.119 | 18.194 |
| 1980 | 12.470    | 3.261 | 9.209  |
| 1991 | 8.528     | 3.266 | 5.262  |
| 2000 | 6.282     | 3.299 | 2.983  |
| 2010 | 5.836     | 3.435 | 2.401  |
| 2022 | 5.745     |       |        |

Quelle: IBGE (2011) und Volkszählung 2022

### Ethnische Zusammensetzung
| Gruppe *    | 1991    | 2000    | 2010    | |
| ----------- | ------- | ------- | ------- | --- |
| Weiße       | 63,3 %  | 68,2 %  | 57,2 %  | wer sich als weiß erklärt                                                                                     |
| Schwarze    | 3,2 %   | 2,4 %   | 3,3 %   | wer sich als schwarz erklärt                                                                                  |
| Gelbe       | 0,2 %   | 0,7 %   | 1,0 %   | Personen fernöstlicher Herkunft wie japanisch, chinesisch, koreanisch etc.                                    |
| Braune      | 33,0 %  | 27,9 %  | 38,4 %  | wer sich als braun erklärt oder wer sich mit einer Mischung von zwei oder mehr der fünf Gruppen identifiziert |
| Indigene    | 0,1 %   | 0,1 %   | 0,1 %   | wer sich als Ureinwohner oder Indio erklärt                                                                   |
| ohne Angabe | 0,3 %   | 0,7 %   | 0,0 %   | |
| Gesamt      | 100,0 % | 100,0 % | 100,0 % | |

*) Das IBGE verwendet für Volkszählungen seit 1991 ausschließlich diese fünf Gruppen. Die Gruppenzugehörigkeit wird bei der Befragung vom Einwohner selbst festgelegt. Das IBGE verzichtet bewusst auf Erläuterungen.
Quelle: IBGE (Stand: 1991, 2000 und 2010)